# Jean-Sébastien Dea
Jean-Sébastien Dea (* 8. Februar 1994 in Laval, Québec) ist ein kanadischer Eishockeyspieler, der seit Dezember 2023 bei Neftechimik Nischnekamsk aus der Kontinentalen Hockey-Liga (KHL) unter Vertrag steht und dort auf der Position des Centers spielt. Zuvor bestritt Dea unter anderem über 550 Spiele in der American Hockey League (AHL) und absolvierte darüber hinaus 37 Partien für die Pittsburgh Penguins, New Jersey Devils, Buffalo Sabres und Arizona Coyotes in der National Hockey League (NHL).

## Karriere
Dea verbrachte seine Juniorenzeit zwischen 2011 und 2014 bei den Huskies de Rouyn-Noranda in der Ligue de hockey junior majeur du Québec (LHJMQ). Dort absolvierte der Stürmer in den drei Spieljahren insgesamt 210 Partien, in denen er 225 Scorerpunkte erzielte. Sein erfolgreichstes Jahr hatte er dabei in der Saison 2012/13, als er in den Playoffs 21 Punkte in 14 Spielen sammelte.
Nachdem der Franko-Kanadier im NHL Entry Draft unbeachtet geblieben war, war er bereits im September 2013 als Free Agent von den Pittsburgh Penguins aus der National Hockey League (NHL) verpflichtet worden. Er verbrachte die Spielzeit zwar weiter im Juniorenbereich, gab zum Ende der Spielzeit 2013/14 aber sein Profidebüt für Pittsburghs Farmteam, die Wilkes-Barre/Scranton Penguins, in der American Hockey League (AHL). Mit Beginn des Spieljahres 2014/15, in dem er auch einige Partien für die Wheeling Nailers in der ECHL bestritt, war er für die folgenden vier Spielzeiten fester Bestandteil des Kaders in Wilkes-Barre/Scranton. Dort war der Angreifer ein steter Punktesammler, was im Verlauf der Saison 2016/17 mit der erstmaligen Berufung in den NHL-Kader der Pittsburgh Penguins und der einjährigen Vertragsverlängerung im Sommer 2017 belohnt wurde.
In der Saison 2017/18 kamen für Dea weitere NHL-Einsätze hinzu, sodass sein auslaufender Vertrag abermals um ein Jahr verlängert wurde. Bei dem Versuch ihn kurz vor dem Beginn der Spielzeit 2018/19 über den Waiver in die AHL zu schicken, wurde er jedoch von den New Jersey Devils ausgewählt und stand dort zum Saisonbeginn im NHL-Aufgebot. Nach 20 Einsätzen für die Devils kehrte er jedoch im November 2018 über den gleichen Weg nach Pittsburgh zurück. Dort war er drei Monate lang bis zum Februar 2019 angestellt und war hauptsächlich wieder in der AHL im Einsatz, ehe er im Tausch für Chris Wideman zu den Florida Panthers transferiert wurde. Dort beendete er die Saison und schloss sich im Juli 2019 als Free Agent den Buffalo Sabres an, ebenso wie im Juli 2021 den Canadiens de Montréal und im Juli 2022 den Arizona Coyotes.
Bei den Coyotes einigte man sich allerdings im August 2023 in beidseitigem Einvernehmen auf ein vorzeitiges Ende des Vertragsverhältnisses, woraufhin der Stürmer im selben Monat zum HK Metallurg Magnitogorsk in die Kontinentale Hockey-Liga (KHL) wechselte. Dort absolvierte er bis Anfang Dezember insgesamt 18 Spiele, ehe er aus seinem Vertrag entlassen wurde. Anschließend nahm ihn Ligakonkurrent Neftechimik Nischnekamsk unter Vertrag.

## Karrierestatistik
Stand: Ende der Saison 2024/25
(Legende zur Spielerstatistik: Sp oder GP = absolvierte Spiele; T oder G = erzielte Tore; V oder A = erzielte Assists; Pkt oder Pts = erzielte Scorerpunkte; SM oder PIM = erhaltene Strafminuten; +/− = Plus/Minus-Bilanz; PP = erzielte Überzahltore; SH = erzielte Unterzahltore; GW = erzielte Siegtore; 1 Play-downs/Relegation; Kursiv: Statistik nicht vollständig)